# イーディーピー
株式会社イーディーピー（EDP）は、大阪府豊中市に本社を置く企業である。東証グロース上場。

## 概要
産業技術総合研究所（産総研）のダイヤモンド単結晶製造技術の事業化のため、住友電気工業勤務を経て産総研ダイヤモンド研究センター長であった藤森直治を中心に設立された企業で、産総研技術移転ベンチャー等の第100号である。
産総研の持つ特許を独占的に利用した人工ダイヤモンド宝石の種結晶の製造が主力であり、基板及びウエハ、光学部品及びヒートシンク、工具素材の製造も実施している。
EDPはExcellent Diamond Productsの略である。

## 沿革
- 2009年（平成21年）9月8日 - 株式会社イーディーピーとして大阪府池田市緑丘1丁目8番31号に設立。
- 2011年（平成23年）10月 - 本社を大阪府茨木市五日市1丁目7番24号に移転。
- 2012年（平成24年）10月 - 本社を大阪府豊中市上新田4丁目6番3号に移転。
- 2022年（令和4年）6月27日 - 東京証券取引所グロース市場に上場。

## 拠点
- 本社 - 大阪府豊中市上新田4-6-3
- 横江工場 - 大阪府茨木市横江1-17-3
- 開発部 - 大阪府茨木市横江1-2-9
- 島工場 - 大阪府茨木市島4-26-6

## メディア
- 2023年7月2日放送 - TBSテレビ がっちりマンデー!!「僕たち上場しました2023！今年もスゴい会社が続々！」[7]